# TV thông minh

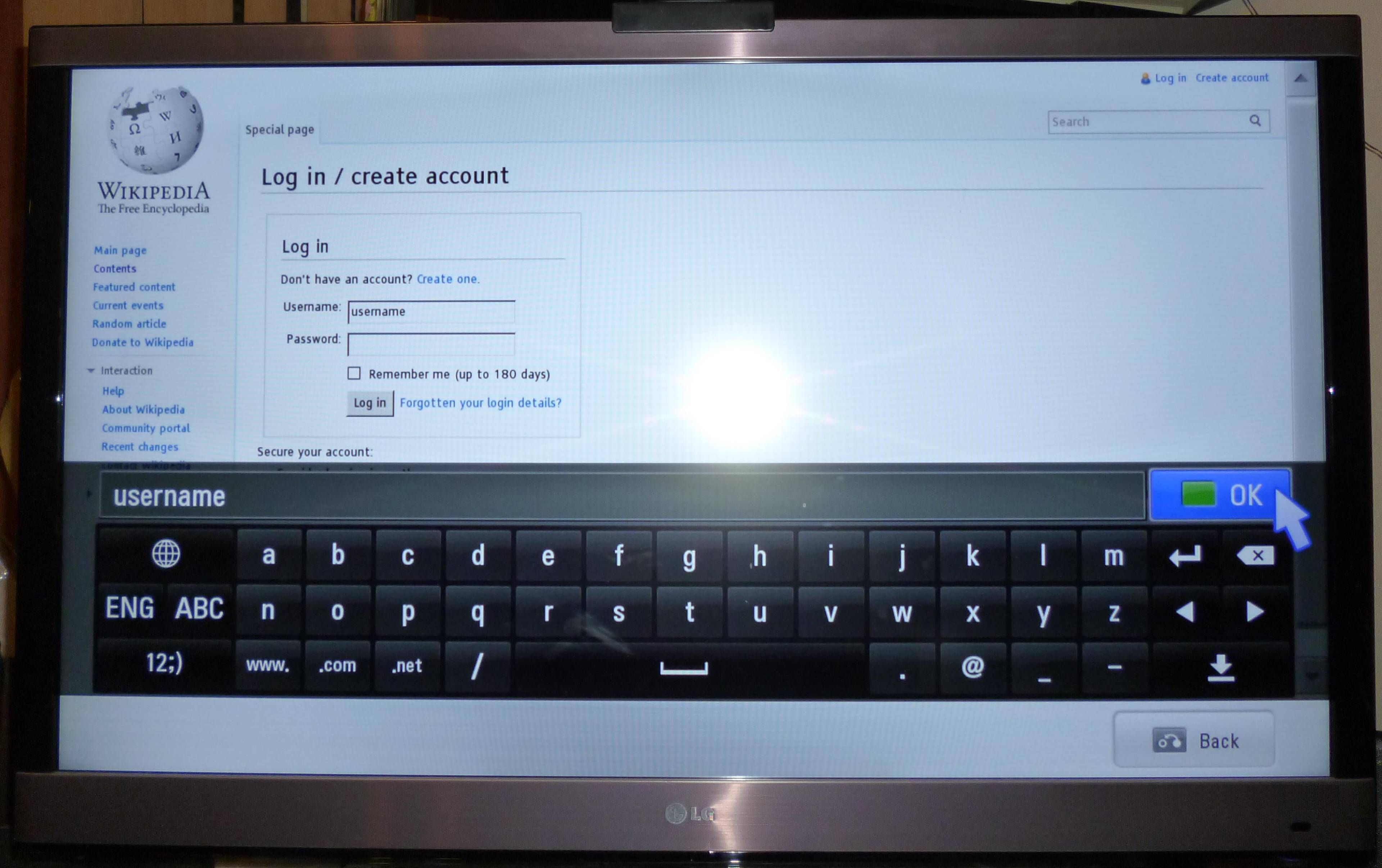
LG Smart TV model 42LW5700-TA hiển thị trình duyệt web, với bàn phím trên màn hình hoạt động; Không giống như TV truyền thống, TV thông minh cho phép người xem tương tác với các biểu tượng hoặc hình ảnh trên màn hình.

TV thông minh hay Smart TV là một TV truyền thống có tích hợp Internet và các tính năng " Web 2.0 " tương tác cho phép người dùng truyền phát nhạc và video, duyệt internet và xem ảnh. Smart TV là nơi hội tụ công nghệ của máy tính, tivi và hộp set-top. Bên cạnh các chức năng truyền thống của bộ truyền hình và hộp set-top cung cấp thông qua truyền thống phát sóng phương tiện truyền thông, các thiết bị này cũng có thể cung cấp truyền hình Internet, trực tuyến phương tiện truyền thông tương tác, Ứng dụng OTT (OTT), cũng như video theo yêu cầu, và truy cập mạng gia đình.
Không nên nhầm lẫn TV thông minh với Internet TV, IPTV hoặc truyền hình Web. Internet TV đề cập đến việc nhận nội dung truyền hình qua Internet thay vì các hệ thống truyền thống (mặt đất, cáp và vệ tinh) (mặc dù Internet được nhận bằng các phương thức này). IPTV là một trong những tiêu chuẩn công nghệ truyền hình Internet được sử dụng bởi các đài truyền hình. Truyền hình web là một thuật ngữ được sử dụng cho các chương trình được tạo ra bởi nhiều công ty và cá nhân để phát trên Internet TV.
Trong TV thông minh, hệ điều hành được tải sẵn hoặc có sẵn thông qua hộp set-top. Các ứng dụng phần mềm hoặc "ứng dụng" có thể được tải sẵn vào thiết bị hoặc cập nhật hoặc cài đặt theo yêu cầu thông qua cửa hàng ứng dụng hoặc thị trường, tương tự như cách các ứng dụng được tích hợp trong điện thoại thông minh hiện đại.
Công nghệ cho phép TV thông minh cũng được tích hợp trong các thiết bị bên ngoài như hộp giải mã và một số đầu phát Blu-ray, máy chơi game, máy nghe nhạc kỹ thuật số, hệ thống truyền hình khách sạn, điện thoại thông minh và các thiết bị tương tác kết nối mạng khác sử dụng loại truyền hình hiển thị đầu ra. Các thiết bị này cho phép người xem tìm và phát video, phim, chương trình TV, ảnh và các nội dung khác từ Web, kênh truyền hình cáp hoặc truyền hình vệ tinh hoặc từ thiết bị lưu trữ cục bộ.

## Định nghĩa

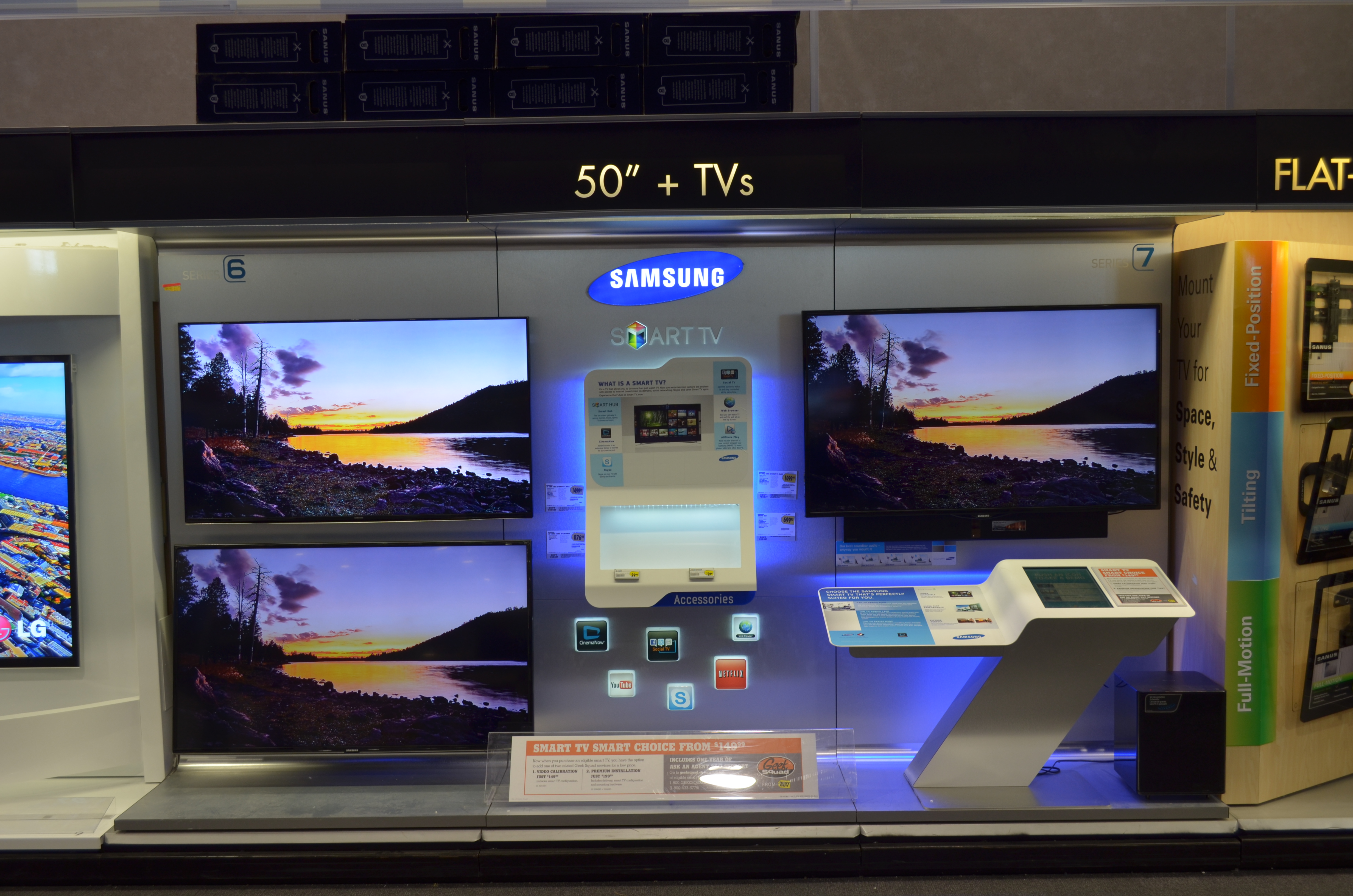
TV thông minh được trưng bày

Thiết bị TV thông minh là một TV có khả năng tích hợp Internet hoặc hộp set-top cho truyền hình cung cấp khả năng tính toán và kết nối tiên tiến hơn so với TV cơ bản hiện đại. TV thông minh có thể được coi là một thiết bị thông tin hoặc hệ thống máy tính từ máy tính cầm tay được tích hợp trong một đơn vị TV, vì vậy TV thông minh thường cho phép người dùng cài đặt và chạy các ứng dụng hoặc plugin / addon tiên tiến hơn dựa trên một nền tảng cụ thể. TV thông minh chạy một hệ điều hành hoàn chỉnh hoặc phần mềm hệ điều hành di động cung cấp nền tảng cho các nhà phát triển ứng dụng.
Các nền tảng hoặc phần mềm trung gian thông minh có bộ công cụ phát triển Phần mềm công cộng (SDK) và/hoặc bộ phát triển bản địa (NDK) cho các ứng dụng để nhà phát triển bên thứ ba có thể phát triển ứng dụng cho nó và cửa hàng ứng dụng để người dùng cuối có thể cài đặt và tự gỡ cài đặt ứng dụng. SDK công khai cho phép các công ty bên thứ ba và các nhà phát triển ứng dụng tương tác khác viết các ứng dụng của họ một lần và thấy chúng chạy thành công trên bất kỳ thiết bị nào hỗ trợ nền tảng TV thông minh hoặc kiến trúc phần mềm trung gian được viết cho bất kể nhà sản xuất phần cứng là ai.
TV thông minh cung cấp nội dung (như ảnh, phim và nhạc) từ các máy tính hoặc thiết bị lưu trữ được gắn mạng khác trên mạng bằng cách sử dụng máy chủ phương tiện Digital Living Alliance / Universal Plug and Play hoặc chương trình dịch vụ tương tự như Windows Media Player hoặc được gắn mạng lưu trữ (NAS) hoặc qua iTunes. Nó cũng cung cấp quyền truy cập vào các dịch vụ dựa trên Internet bao gồm các kênh truyền hình phát sóng truyền thống, dịch vụ bắt kịp, video theo yêu cầu (VOD), hướng dẫn chương trình điện tử, quảng cáo tương tác, cá nhân hóa, bỏ phiếu, trò chơi, mạng xã hội và các ứng dụng đa phương tiện khác. Smart TV cho phép truy cập vào phim, chương trình, trò chơi video, ứng dụng và hơn thế nữa. Một số ứng dụng đó bao gồm Netflix, Spotify, YouTube và Amazon.

## Lịch sử
Đầu những năm 1980, máy thu hình "thông minh" đã được giới thiệu ở Nhật Bản. Việc bổ sung chip LSI với bộ nhớ và bộ tạo ký tự cho máy thu truyền hình cho phép người xem Nhật Bản nhận được sự pha trộn giữa lập trình và thông tin được truyền qua các dòng dự phòng của tín hiệu truyền hình phát sóng. Một bằng sáng chế đã được xuất bản năm 1994  (và kéo dài năm sau)  cho một hệ thống truyền hình "thông minh", được liên kết với các hệ thống xử lý dữ liệu, bằng mạng kỹ thuật số hoặc analog. Ngoài việc được liên kết với các mạng dữ liệu, một điểm quan trọng là khả năng tự động tải xuống các thói quen phần mềm cần thiết, theo nhu cầu của người dùng và xử lý các nhu cầu của họ.
Sự chấp nhận hàng loạt của truyền hình kỹ thuật số vào cuối những năm 2000 và đầu những năm 2010 đã cải thiện đáng kể TV thông minh. Các nhà sản xuất TV lớn đã công bố chỉ sản xuất TV thông minh, dành cho TV trung cấp đến cao cấp vào năm 2015. TV thông minh dự kiến sẽ trở thành hình thức thống trị của truyền hình vào cuối những năm 2010. Vào đầu năm 2016, Nielsen đã báo cáo rằng 29 phần trăm những người có thu nhập trên 75.000 đô la một năm có TV thông minh.

## Các tính năng tiêu biểu

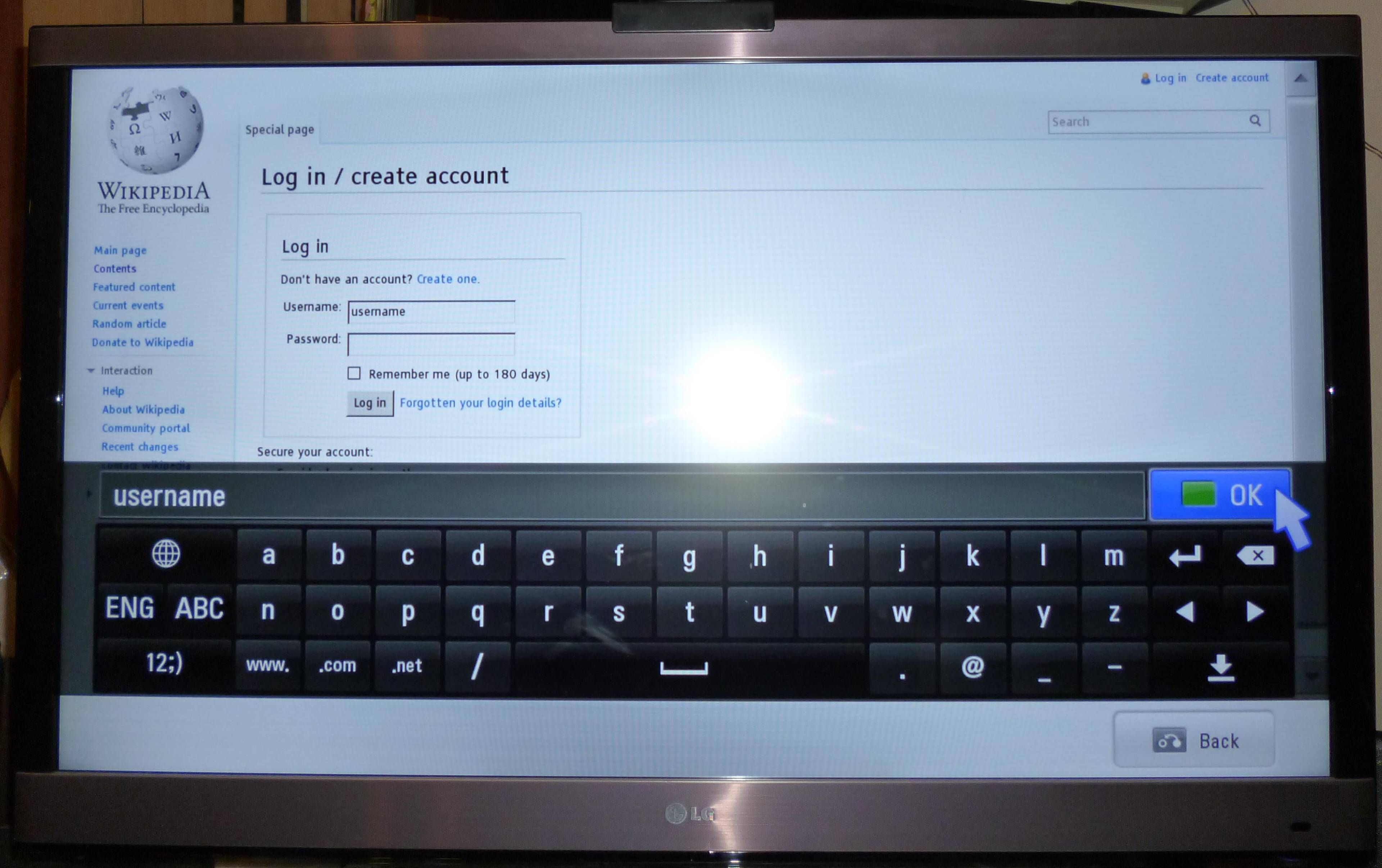
LG Smart TV sử dụng trình duyệt web.

Các thiết bị TV thông minh cũng cung cấp quyền truy cập vào nội dung do người dùng tạo (được lưu trữ trên ổ cứng ngoài hoặc trong bộ lưu trữ đám mây) và các dịch vụ tương tác và ứng dụng Internet, như YouTube, nhiều người sử dụng phát trực tiếp thích ứng HTTP Live Streaming (còn gọi là HLS). Các thiết bị TV thông minh tạo điều kiện thuận lợi cho việc quản lý nội dung truyền thống bằng cách kết hợp thông tin từ Internet với nội dung từ các nhà cung cấp TV. Các dịch vụ cung cấp cho người dùng một phương tiện để theo dõi và nhận lời nhắc về các chương trình  hoặc các sự kiện thể thao, cũng như khả năng thay đổi các kênh để xem ngay lập tức. Một số thiết bị có thêm công nghệ giao diện người dùng hữu cơ / giao diện người dùng tự nhiên để điều khiển điều hướng và tương tác khác của con người với Smart TV, như các thiết bị đồng hành màn hình thứ hai, nhập cử chỉ không gian như với Xbox Kinect, và thậm chí để nhận dạng giọng nói cho giao diện người dùng ngôn ngữ tự nhiên. Smart TV phát triển các tính năng mới để làm hài lòng người tiêu dùng và các công ty, chẳng hạn như các quy trình thanh toán mới. LG và PaymentWall đã hợp tác để cho phép người tiêu dùng truy cập các ứng dụng, phim, trò chơi đã mua và hơn thế nữa bằng cách sử dụng điều khiển từ xa, máy tính xách tay, máy tính bảng hoặc điện thoại thông minh. Điều này nhằm mục đích thanh toán dễ dàng và thuận tiện hơn.

## Nền tảng
Công nghệ và phần mềm Smart TV vẫn đang phát triển, với cả khung phần mềm nguồn mở và độc quyền đã có sẵn. Chúng có thể chạy các ứng dụng (đôi khi có sẵn thông qua nền tảng phân phối kỹ thuật số của 'cửa hàng ứng dụng'), phương tiện theo yêu cầu tương tác, thông tin liên lạc được cá nhân hóa và có các tính năng mạng xã hội.
Android TV, Boxee, Firefox OS, Frog, Google TV, Horizon TV, omevLink, Inview, Kodi Entertainment Center, MeeGo, Mediaroom, OpenTV, Opera TV, Plex, Roku, RDK (Bộ phát triển tham khảo), Liên minh truyền hình thông minh, ToFu Media Nền tảng, Ubuntu TV và Yahoo! Smart TV là nền tảng khung được quản lý bởi các công ty cá nhân. HbbTV, được cung cấp bởi hiệp hội truyền hình băng thông rộng lai, CE-HTML, một phần của Web4CE, OIPF, một phần của HbbTV và Tru2way là các nền tảng khung được quản lý bởi các doanh nghiệp công nghệ. Các nền tảng Smart TV hiện tại được các nhà cung cấp sử dụng là Amazon, Apple, Google, Haier, Hisense, Hitachi, Insigna, LG, Microsoft, Netgear, Panasonic, Philips, Samsung, Sharp, Sony, TCL, TiVO, Toshiba, Sling Media và Western Digital. Sony, Panasonic, Samsung, LG và Roku TV là một số nền tảng được xếp hạng là các nền tảng Smart TV tốt nhất.

## Bán hàng
Theo báo cáo từ nhóm nghiên cứu NPD In-Stat, năm 2012 chỉ có khoảng 12 triệu hộ gia đình ở Mỹ có TV có khả năng kết nối Internet với Internet, mặc dù ước tính 25 triệu hộ gia đình sở hữu một bộ có khả năng kết nối mạng. In-Stat dự đoán rằng vào năm 2016, 100 triệu gia đình ở Bắc Mỹ và Tây Âu sẽ sử dụng các bộ truyền hình pha trộn chương trình truyền thống với nội dung internet.
Số hộ gia đình sử dụng các dịch vụ truyền hình OTT đã nhanh chóng tăng lên trong những năm qua. Trong năm 2015, 52% hộ gia đình Mỹ đăng ký Netflix, Amazon Prime hoặc Hulu Plus; 43% người đăng ký truyền hình trả tiền cũng đã sử dụng Netflix và 43% người lớn đã sử dụng một số video phát trực tuyến trên dịch vụ theo yêu cầu ít nhất là hàng tháng. Ngoài ra, 19% người đăng ký Netflix đã chia sẻ đăng ký của họ với những người bên ngoài hộ gia đình của họ. Mười phần trăm người lớn tại thời điểm đó cho thấy sự quan tâm đến HBO Now.

## Sử dụng

### Mạng xã hội
Một số nền tảng TV thông minh được đóng gói sẵn, hoặc có thể được mở rộng tùy chọn, với khả năng công nghệ mạng xã hội. Việc bổ sung đồng bộ hóa mạng xã hội cho nền tảng TV thông minh và HTPC có thể cung cấp sự tương tác với cả nội dung trên màn hình và người xem khác so với hầu hết các TV hiện có, đồng thời cung cấp trải nghiệm điện ảnh nhiều hơn về nội dung máy tính.

### Quảng cáo
Một số nền tảng TV thông minh cũng hỗ trợ quảng cáo tương tác, quảng cáo có địa chỉ với chèn quảng cáo địa phương và quảng cáo được nhắm mục tiêu, và các tính năng quảng cáo nâng cao khác như kính viễn vọng quảng cáo  bằng VOD và DVR, TV nâng cao để kêu gọi hành động và khán giả giải pháp đo lường hiệu quả của chiến dịch quảng cáo. Các khả năng tiếp thị và giao dịch được cung cấp bởi Smart TV đôi khi được tóm tắt bằng thuật ngữ thương mại. Được kết hợp với nhau, luồng dữ liệu hai chiều này có nghĩa là TV thông minh có thể và được sử dụng để quan sát bí mật chủ sở hữu. Ngay cả trong các bộ không được cấu hình ngoài giá để thực hiện, các biện pháp bảo mật mặc định thường yếu và sẽ cho phép tin tặc dễ dàng xâm nhập vào TV.

### Bảo mật
Có bằng chứng cho thấy một chiếc TV thông minh dễ bị tấn công. Một số lỗi bảo mật nghiêm trọng đã được phát hiện và một số nỗ lực thành công để chạy mã độc để có quyền truy cập trái phép đã được ghi lại trên video. Có bằng chứng cho thấy có thể truy cập root vào thiết bị, cài đặt phần mềm độc hại, truy cập và sửa đổi thông tin cấu hình cho điều khiển từ xa, truy cập từ xa và sửa đổi các tập tin trên TV và ổ USB, camera và micrô..
Cũng có những lo ngại rằng tin tặc có thể bật micrô hoặc máy quay web từ xa trên TV thông minh, có thể nghe lén các cuộc trò chuyện riêng tư. Một ăng ten vòng lặp chung có thể được đặt cho kênh truyền hai chiều, có khả năng tải lên dữ liệu thay vì chỉ nhận. Từ năm 2012, các nhà nghiên cứu bảo mật đã phát hiện ra một lỗ hổng tương tự có trong nhiều loạt Smart Tv, cho phép tin tặc có quyền truy cập root bên ngoài trên thiết bị .
Dự đoán nhu cầu ngày càng tăng đối với phần mềm chống vi-rút cho TV thông minh, một số công ty phần mềm bảo mật đã làm việc với các đối tác trong lĩnh vực truyền hình kỹ thuật số về giải pháp này. Trong bài viết này, có vẻ như chỉ có một chương trình chống vi-rút cho TV thông minh có sẵn: 'Sao Hải Vương', một hệ thống chống phần mềm dựa trên đám mây được phát triển bởi Ocean Blue Software hợp tác với Sophos. Tuy nhiên, công ty chống vi-rút Avira đã hợp tác với công ty thử nghiệm TV kỹ thuật số Labwise để làm việc trên phần mềm để bảo vệ chống lại các cuộc tấn công tiềm năng. Chính sách quyền riêng tư cho TV thông minh của Samsung đã được gọi là Orwellian (liên quan đến George Orwell và thế giới giám sát liên tục mà ông mô tả vào năm 1984), và được so sánh với Kính viễn vọng vì lo ngại nghe lén.
Tin tặc đã lạm dụng các khả năng của Smart TV như vận hành mã nguồn cho các ứng dụng và kết nối không bảo mật của nó với Internet. Mật khẩu, dữ liệu địa chỉ IP và thông tin thẻ tín dụng có thể được truy cập bởi tin tặc và thậm chí các công ty để quảng cáo. Một công ty bị bắt trong hành động là Vizio.  Các tài liệu mật, có tên mã Vault 7 và ngày 2013 20132016, bao gồm các chi tiết về khả năng phần mềm của CIA, chẳng hạn như khả năng thỏa hiệp TV thông minh.

### Hạn chế truy cập
Các trang web Internet có thể chặn truy cập TV thông minh vào nội dung theo ý muốn hoặc điều chỉnh nội dung sẽ được nhận bởi mỗi nền tảng. Các thiết bị hỗ trợ Google TV đã bị NBC, ABC, CBS và Hulu chặn truy cập nội dung Web của họ kể từ khi Google TV ra mắt vào tháng 10 năm 2010. Các thiết bị Google TV cũng bị chặn truy cập vào bất kỳ chương trình nào do các công ty con của Viacom, cung cấp.

### Độ tin cậy
TV thông minh cao cấp của Samsung đã ngừng hoạt động ít nhất bảy ngày sau khi cập nhật phần mềm. Các nhà cung cấp ứng dụng hiếm khi nâng cấp ứng dụng Smart TV lên phiên bản mới nhất; ví dụ: Netflix không hỗ trợ các phiên bản TV cũ hơn với các bản nâng cấp Netflix mới.